# Benești, Arad
Benești este un sat în comuna Beliu din județul Arad, Crișana, România.

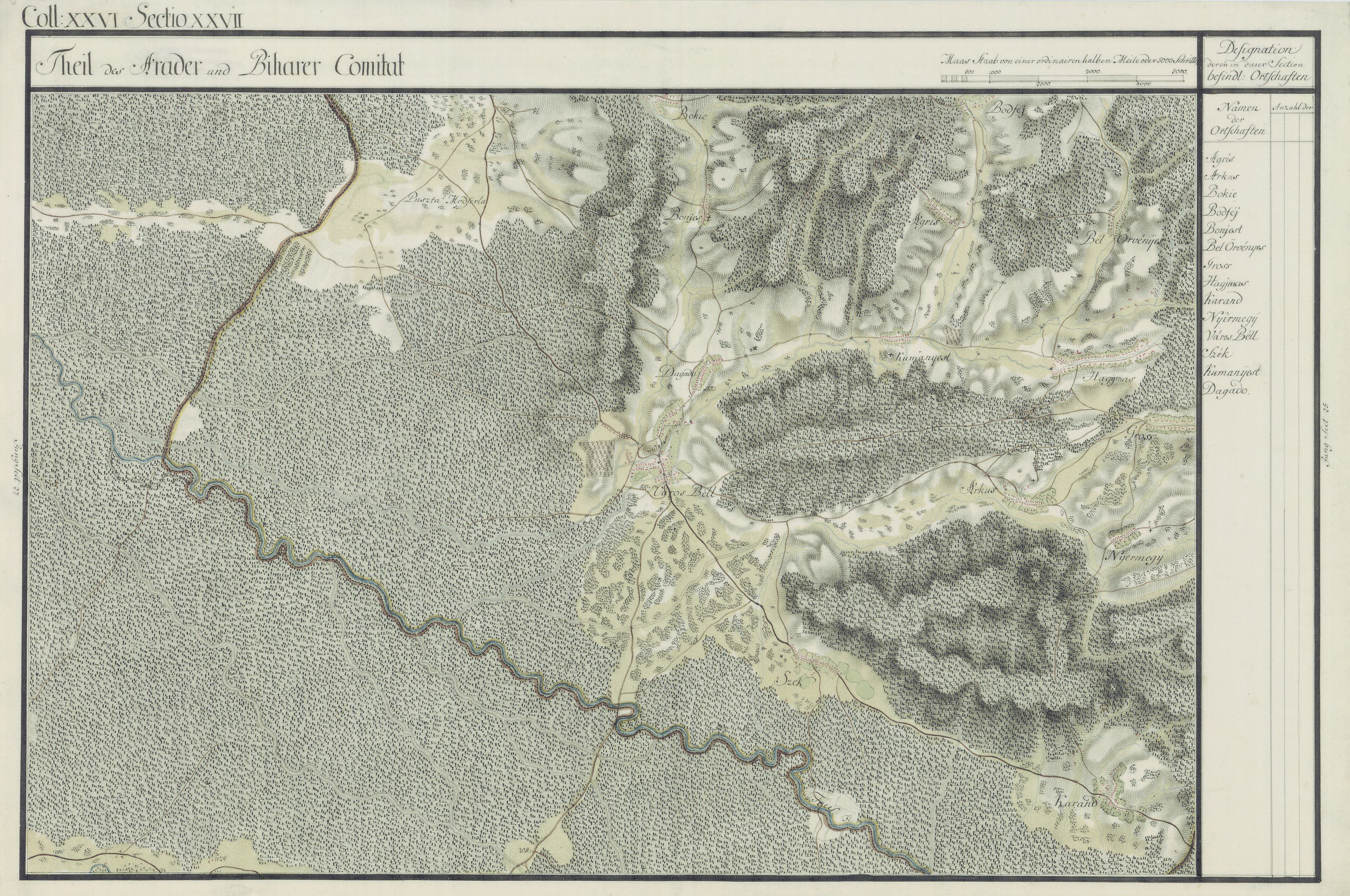
Benești în Harta Iozefină a Comitatului Arad, 1782-85